# Touguinhó
Touguinhó é uma povoação portuguesa do Município de Vila do Conde que foi sede da extinta Freguesia de Touguinhó, freguesia que tinha 4,51 km² de área (2012), 1 386 habitantes (2011) e, por isso, uma densidade populacional de 307,3 hab/km².
A Freguesia de Touguinhó foi extinta (agregada) em 2013, no âmbito de uma reforma administrativa nacional, para, em conjunto com a Freguesia de Touguinha, formar uma nova freguesia denominada União das Freguesias de Touguinha e Touguinhó.

## População
| População da freguesia de Touguinhó | População da freguesia de Touguinhó | População da freguesia de Touguinhó | População da freguesia de Touguinhó | População da freguesia de Touguinhó | População da freguesia de Touguinhó | População da freguesia de Touguinhó | População da freguesia de Touguinhó | População da freguesia de Touguinhó | População da freguesia de Touguinhó | População da freguesia de Touguinhó | População da freguesia de Touguinhó | População da freguesia de Touguinhó | População da freguesia de Touguinhó | População da freguesia de Touguinhó |
| ----------------------------------- | ----------------------------------- | ----------------------------------- | ----------------------------------- | ----------------------------------- | ----------------------------------- | ----------------------------------- | ----------------------------------- | ----------------------------------- | ----------------------------------- | ----------------------------------- | ----------------------------------- | ----------------------------------- | ----------------------------------- | ----------------------------------- |
| 1864                                | 1878                                | 1890                                | 1900                                | 1911                                | 1920                                | 1930                                | 1940                                | 1950                                | 1960                                | 1970                                | 1981                                | 1991                                | 2001                                | 2011                                |
| 691                                 | 680                                 | 765                                 | 774                                 | 847                                 | 926                                 | 918                                 | 1 093                               | 1 215                               | 1 269                               | 1 082                               | 1 229                               | 1 225                               | 1 458                               | 1 386                               |

| Distribuição da População por Grupos Etários | Distribuição da População por Grupos Etários | Distribuição da População por Grupos Etários | Distribuição da População por Grupos Etários | Distribuição da População por Grupos Etários | Distribuição da População por Grupos Etários | Distribuição da População por Grupos Etários | Distribuição da População por Grupos Etários | Distribuição da População por Grupos Etários | Distribuição da População por Grupos Etários |
| -------------------------------------------- | -------------------------------------------- | -------------------------------------------- | -------------------------------------------- | -------------------------------------------- | -------------------------------------------- | -------------------------------------------- | -------------------------------------------- | -------------------------------------------- | -------------------------------------------- |
| Ano                                          | 0-14 Anos                                    | 15-24 Anos                                   | 25-64 Anos                                   | > 65 Anos                                    |                                              | 0-14 Anos                                    | 15-24 Anos                                   | 25-64 Anos                                   | > 65 Anos                                    |
| 2001                                         | 257                                          | 230                                          | 795                                          | 176                                          |                                              | 17,6%                                        | 15,8%                                        | 54,5%                                        | 12,1%                                        |
| 2011                                         | 229                                          | 154                                          | 800                                          | 203                                          |                                              | 16,5%                                        | 11,1%                                        | 57,7%                                        | 14,6%                                        |

Média do País no censo de 2001:  0/14 Anos-16,0%; 15/24 Anos-14,3%; 25/64 Anos-53,4%; 65 e mais Anos-16,4%
Média do País no censo de 2011:   0/14 Anos-14,9%; 15/24 Anos-10,9%; 25/64 Anos-55,2%; 65 e mais Anos-19,0%

## História
Vem já mencionada no "Censual do Bispo D. Pedro" (século XI); as Inquirições de 1220 e 1258 referem-na como " Sancto Salvatore de Touguinoo", na Terra de Faria.
Fez parte do concelho de Barcelos e foi integrada no concelho (atual município) de Vila do Conde pela divisão administrativa de 1836. 
Na história da Paróquia tem lugar à parte o pároco da primeira parte do século XIX, Custódio José de Araújo Pereira, que era riquíssimo e que dotou Touguinhó de nova igreja, paga à sua custa.